# Manchester United F.C.
 "MUFC" omdirigeres hertil. For andre betydninger af MUFC, se MUFC (flertydig).
 Ikke at forveksle med Manchester United F.C. (Gibraltar).
Manchester United Football Club (IPA: [mæntʃɛstər junajtəd fʊtbɒl kləb]; forkortet Manchester United F.C. eller bare Man United) er en engelsk fodboldklub fra Manchester, der spiller i den engelske Premier League. Klubben blev grundlagt under navnet Newton Heath LYR Football Club i 1878 og skiftede navn til Manchester United Football Club i 1902. I 1910 flyttede klubben ind på Old Trafford, hvor klubben stadig spiller den dag idag.
I 1968, under manageren Matt Busby, blev Manchester United den første engelske klub, der vandt Europacuppen for mesterhold – ti år efter München-katastrofen, der kostede otte spillere livet. Alex Ferguson er den mest succesfulde manager i klubbens historie, hvor det blev til 26 store titler fra 1986 til 2013.
Manchester United har vundet rekord flest engelske mesterskaber, 20 - en rekord de deler med Liverpool, fire Liga Cup-titler og 11 FA Cup-titler, som også er rekord. Manchester United har vundet næst-flest Champions League's, 3, kun overgået af Liverpool, som har vundet 6. 
Manchester United har som den eneste engelske klub vundet the treble - det vil sige mesterskabet, FA Cuppen og Champions League i 1999.
Manchester United er en af de mest værdifulde klubber i verden og ifølge Forbes -kun overgået af Real Madrid i indtjening. Klubben vurderes således til at være omkring 1,19 milliarder £ værd. Klubben oparbejdede dog en meget stor gæld, da den blev opkøbt af Malcolm Glazer i 2005. United har en af de største supporteropbakninger blandt fodboldklubber i verden. 

## Historie

### Tidlige år (1878–1945)
Uddybende artikel: Manchester Uniteds historie (-1945).
Manchester United blev oprettet i 1878 under navnet Newton Heath LYR Football Club af Carriage & Wagon-afdelingen af Lancashire and Yorkshire Railway-depotet i Newton Heath. Holdet startede med at spille mod andre jernbane-firmaer, men i 1888 blev klubben en del af de stiftende klubber i The Combination, en regional fodboldliga. Men Newton Heath blev en del af Football Alliance året efter, da The Combination blev opløst efter sin første sæson. Football Alliance kørte i tre år, inden den blev lagt sammen med Football League. Dette betød at klubben startede 1892-93-sæsonen i førstedivision. På dette tidspunkt var klubben blevet uafhængig af jernbanefirmaet og havde som følge deraf droppet 'LYR' i navnet. Efter blot to sæsoner måtte klubben dog se sig degraderet til andendivision.
I januar 1902, med en gæld på £2.670 – hvilket svarer til £210.000 i 2010 – blev klubben pålagt at undergå likvidation. Klubbens kaptajn, Harry Stafford, fandt fire lokale forretningsmænd, heriblandt John Henry Davies (som blev klubbens præsident), der hver var villige til at skyde £500 ind i klubben (Stafford betalte de resterende £670 af egen lomme), for derimod at få direkte indblanding i klubben og som konsekvens heraf skiftede navnet. Den 24. april blev navnet officielt skiftet til 'Manchester United Football Club'. Under Ernest Mangnall, der blev klubbens manager i 1903, sluttede holdet som nummer to i andendivision i 1906 og rykkede op i førstedivision – en række de vandt i 1908, klubbens første ligatitel. Den følgende sæson bød på sejr i den første Charity Shield nogensinde og sluttede med klubbens første sejr i FA Cuppen. Klubben vandt sin anden titel i 1911, men Mangnall forlod klubben i slutningen af sæsonen for at overtage i Manchester City.
I 1922, tre år efter genoptagelsen af fodbold efter 1. verdenskrig, rykkede klubben igen ned i andendivision, hvor de blev indtil de igen rykkede op i 1925. Med en nedrykning igen i 1931, blev Manchester United en elevator-klub, med en placering som nummer 20 som den værste i 1934. Efter at klubbens hoved-velgører, J.H. Davies, døde i oktober 1927, blev klubbens økonomiske forhold forringet i en sådanne grad, at havde det ikke været for James W. Gibson, der i december 1931 skød £2.000 i klubben og deraf fik kontrol med klubben, var klubben nok gået konkurs. I 1938-39-sæsonen, det sidste år med fodbold inden 2. verdenskrig, sluttede klubben som nummer 14 i førstedivision.

### Busby-årene (1945–1969)
Uddybende artikler: Manchester Uniteds historie (1945-1969) og München-ulykken.
I oktober 1945 gjorde den kommende genoptagelse at fodbolden, at bestyrelsen valgte at udpege Matt Busby som ny manager i klubben. Han forlangte en hidtil uset kontrol over valget af hold, spiller-transfers og træningspassene. Busby førte klubben til sølvmedaljer i ligaen både i 1947, 1948 og 1949 og med en sejr i FA Cuppen i 1948 på 4-2 mod et Blackpool mandskab, som kunne prale med én af datidens helt store spillere, nemlig Stanley Matthews, kunne Sir Matt Busby se sit hold løfte sølvtøj for første gang. I 1952 vandt holdet førstedivision for første gang i 41 år. Med en gennemsnitlig alder på 22, begyndte medierne at kalde de dobbelte mestre fra 1956 for "The Busby Babes", et vidnesbyrd på Busbys tro på de unge spillere. I 1957 blev holdet det første engelske hold, der deltog i Europacuppen for mesterhold, på trods af modvilje fra The Football League, der året forinden havde nægtet Chelsea adgang til turneringen. Undervejs til semifinale, som de tabte til Real Madrid, vandt holdet med 10-0 over den belgiske klub Anderlecht, hvilket stadig er den største sejr klubben har fået.
Den efterfølgende sæson, på vej hjem fra en Europa Cup-kvartfinale mod Røde Stjerne Beograd, forulykkede flyet, der havde Manchester United-spillerne, officielle folk fra klubben samt journalister om bord, i et forsøg på at lette efter en genopfyldning af tankene i München, Tyskland. München fly-ulykken fra den 6. februar 1958 kostede 23 livet, heriblandt otte spillere: Geoff Bent, Roger Byrne, Eddie Colman, Duncan Edwards, Mark Jones, David Pegg, Tommy Taylor og Billy Whelan. Desuden kom endnu flere til skade.
Reserveholdets træner, Jimmy Murphy, tog over som manager, mens Busby kom sig over og klubbens midlertidige hold kom i FA Cup-finalen, hvor de dog tabte til Bolton. Som en anerkendelse af holdets tragedie, inviterede UEFA holdet til at deltage i Europa Cuppen, sammen med de senere mestre fra Wolves. Selv om FA gav dem lov, blev det stoppet af The Football League, da de ikke mente at holdet skulle deltage, når de ikke havde kvalificeret sig. Busby genopbyggede holdet i løbet af 1960'erne, ved at hente en spiller som Denis Law. Med en kombination af disse spillere og den næste generation af ungdomsspillere, heriblandt George Best, gik klubben hen og vandt FA Cuppen i 1963. Den følgende sæson blev de nummer to i ligaen og vandt mesterskabet i 1965 og 1967. I 1968 blev Manchester United den første engelske klub der vandt Europa Cuppen, efter en 4-1-sejr over den portugisiske klub Benfica i finalen. På holdet var der tre spillere, som blev kåret til årets europæiske fodboldspillere, Bobby Charlton, George Best og Denis Law. Matt Busby stoppede som manager i 1969 og blev erstattet af reserveholdstræner og tidligere Manchester United-spiller, Wilf McGuinness.

### 1969–1986
Uddybende artikel: Manchester Uniteds historie (1969-1986).
Efter en ottendeplads i 1969-70-sæsonen og en dårlig start på 70-71-sæsonen, blev Busby overtalt til, midlertidigt, at tage endnu en tørn som klubbens manager og McGuinness blev igen reserveholdstræner. I juni 1971 overtog Frank O'Farrell jobbet fra Busby, men han holdt kun i 18 måneder, før han blev erstattet af Tommy Docherty i december 1972. Docherty reddede Manchester United fra nedrykning den sæson, bare for at kunne overvære at de rykkede ned i 1974 – på et tidspunkt hvor trioen Law, Best og Charlton alle havde forladt klubben. Klubben rykkede dog op igen i første forsøg og nåede FA Cup-finalen i 1976 – i hvilken de tabte til Southampton. De nåede finalen igen i 1977, hvor de slog Liverpool med 2-1. Docherty blev dog fyret ikke lang tid efter, efter offentliggørelsen af hans affære med klubbens fysioterapeuts kone.
Dave Sexton erstattede Docherty som manager i sommeren 1977. På trods af store indkøb som Joe Jordan og Ray Wilkins, lykkedes det ikke holdet at opnå nogle signifikante resultater – de sluttede som nummer to i ligaen i 1977-78 og tabte til Arsenal i FA Cup-finalen i 1979. Sexton blev fyret i 1981, selvom holdet havde vundet de sidste syv kampe, hvor han stod i spidsen for dem. Han blev erstattet af Ron Atkinson, der med det samme smadrede den britiske transferrekord, da han hentede Bryan Robson fra West Bromwich Albion. Under Atkinson vandt klubben FA Cuppen to gange på tre år – i 1983 og 1985. I 1985-86-sæsonen havde Manchester United vundet tretten og spillet to uafgjort i de første 15 kampe og var derfor favorit til at vinde ligaen. Men en fjerdeplads i sæsonen og en efterfølgende sæson der sendte klubben ned i kampen for at undgå nedrykning, gjorde at Atkinson blev fyret.

### Alex Ferguson epoken (1986–2013)
Uddybende artikel: Manchester Uniteds historie (1986-2013).
Alex Ferguson og hans assistent Archie Knox ankom fra Aberdeen på dagen for Atkinsons fyring og styrede klubben til en 11. plads i førstedivision. På trods af en andenplads i 1987-88, var klubben tilbage på 11. pladsen i 1988-89-sæsonen. En sejr i FA Cup-finalen i 1990 over Crystal Palace efter omkamp (første kamp endte 3-3), reddede Fergusons karriere i klubben, efter at han angiveligt var tæt på at blive fyret. Den følgende sæson vandt Manchester United sin første Cup Winners Cup-titel og deltog derfor i UEFA Super Cup 1991 hvor holdet slog Europa Cup-vinderne fra Røde Stjerne Beograd 1-0 i finalen på Old Trafford. Da holdet i 1992 kom i finalen i Liga Cuppen, var det anden gang i træk det lykkedes. Denne gang vandt holdet 1-0 over Nottingham Forest på Wembley Stadium. I 1993 vandt klubben sit første mesterskab siden 1967 og et år senere blev mesterskabet genvundet, for første gang siden 1957. Sammen sæson vandt klubben FA Cuppen og hjemtog derfor den første "Double" i klubbens historie.
Manchester Uniteds 1998-99-sæson blev den mest succesrige sæson i engelsk klubfodboldhistorie, da de blev den første engelske klub til at vinde Premier League, FA Cuppen og Champions League – The Treble – i den samme sæson. På randen til at tabe 1-0 i Champions League-finalen 1999 scorede både Teddy Sheringham og Ole Gunnar Solskjær i overtiden af kampen, hvilket medførte at Manchester United vandt en dramatisk sejr over Bayern München, i hvad der kategoriseres som et af de største comebacks i historien. Klubben vandt også Intercontinental Cuppen efter at have slået brasilianske Palmeiras i Tokyo. Ferguson blev efterfølgende slået til ridder som konsekvens af hans meritter i fodbold.
I 2000 deltog Manchester United i den første udgave af FIFA Club World Championships i Brasilien. De genvandt også mesterskabet i 1999-00 og 2000-01. De blev nummer to i 2001-02, men tog titlen tilbage sæsonen efter. De vandt FA Cuppen 2003-04, efter en finalesejr på 3-0 over Millwall på Millennium Stadium i Cardiff. I 2005-06-sæsonen i Champions League lykkedes det ikke klubben at komme videre fra gruppespillet for første gang i over ti år. De blev dog nummer to i ligaen og vandt Liga Cuppen efter en sejr over Wigan Athletic i finalen. De vandt mesterskabet igen i 2006-07 og 2007-08 og sikrede sig den europæiske double, da de vandt 6-5 på straffespark over Chelsea på Luzhniki Stadion i Moskva, i Champions League-finalen 2008. Ryan Giggs fik sin optræden nummer 759 for klubben i denne kamp og overgik dermed klublegenden Bobby Charltons rekord. I december 2008 vandt klubben FIFA Club World Cup og fulgte det op med en sejr i Liga Cuppen i 2009 og en tredje sejr på stribe i Premier League. Samme sommer blev Cristiano Ronaldo solgt til Real Madrid for en verdensrekord-sum på £80.000.000.
I 2010 lykkedes det for klubben at genvinde Liga Cuppen efter en sejr over Aston Villa på Wembley Stadium. Dette var første gang klubben genvandt en knockout-turnering.
Efter at have endt som nummer 2, efter Chelsea, i sæsonen 2009-10, tog United deres 19 titel i sæsonen 2010-11, efter at have erobret mesterskabet med 1-1 ude mod Blackburn Rovers d. 14. maj 2011.
Igen i sæsonen 2011-12 endte Manchester United på en 2. plads, lige efter Manchester City, som tog titlen i allersidste spillerunde. Sæsonen efter, i 2012-13, vandt de deres 20 mesterskab, efter en 3-0 sejr hjemme mod Aston Villa d. 22. april 2013.

### 2013-
Uddybende artikel: Manchester Uniteds historie (2013-).
8. maj 2013 annoncerede Alex Ferguson, at han ville stoppe som manager for Manchester United ved enden af sæsonen, men at han ville fortsætte som direktør og klubambassadør. Klubben præsenterede Everton-manager David Moyes dagen efter, og at han fra d. 1. juli 2013 ville være deres nye manager. Han havde skrevet under på en seksårig kontrakt. Ryan Giggs tog over som spillende manager ti måneder senere, den 22. april 2014, da David Moyes blev fyret efter en dårlig sæson, hvor det ikke for klubben lykkedes sig at forsvare sin Premier League-titel og kvalificerer sig til UEFA Champions League. Dette var første gang siden 1995-96. Manchester United F.C. kvalificerede sig ej heller til UEFA Europa League, hvilket betød, at det var første gang siden 1990 at klubben ikke havde kvalificeret sig til en europæisk turnering. Det blev bekræftet den 19. maj 2014, at Louis van Gaal erstattede Moyes som manager. Han skrev under på en treårig aftale med Giggs som sin assistent. Malcolm Glazer, der var chefen for Glazer-familien, der ejer klubben, døde den 28. maj 2014.
Van Gaals karriere i klubben blev dog ikke så lang, idet han blev fyret efter to dage efter, at klubben i maj 2016 sikrede sig sit 12. FA Cup-trofæ. I stedet ansatte klubben José Mourinho, der i sin første sæson sikrede klubben tre trofæer: FA Community Shield, Liga-cuppen samt UEFA Europa League; i sidstnævnte turnering besejrede klubben Ajax 2-0 i finalen. Klubben sluttede dog samtidig på en skuffende sjetteplads i ligaen, men var med Europa League-sejren kvalificeret til Champions League den følgende sæson. I sæsonen 2017-18 klarede klubben sig bedre og fik med 81 point det bedste resultat siden tiden med Alex Ferguson; det var dog ikke tilstrækkeligt til et mesterskab, som gik til bysbørnene fra Manchester City F.C., der opnåede 100 point. Samtidig lykkedes det ikke United at vinde andre turneringer i denne sæson, og da klubben kort før jul 2018 blot lå på en sjetteplads, 19 point fra topholdet Liverpool, som United netop havde tabt til 1-3, blev Mourinho fyret et halvt år før kontraktens udløb. Dagen efter fyringen blev Ole Gunnar Solskjær, der havde en stor karriere som spiller i klubben, præsenteret som cheftræner for resten af sæsonen 2018-19.
Solskjær fik straks succes, og efter 19 kampe med 14 sejre og blot tre nederlag fik han i slutningen af marts 2019 en længere ansættelse med en kontrakt, der løb til sommeren 2022.

## Logo og farver
Klubbens logo stammer fra Manchester Byråds våbenskjold, selvom det eneste der er tilbage i det nuværende logo er skibet der har sat fulde sejl. Djævelen stammer fra klubbens kaldenavn "De Røde Djævle" eller "The Red Devils". Det var inkluderet i kampprogrammer og halstørklæder i 1960'erne og blev en del af klubbens logo i 1970, selvom logoet ikke kom på brystet af klubbens trøjer før i 1971 (medmindre klubben spillede i en cup-finale).
Et fotografi af Newton Heath-holdet, taget i 1892, skulle angiveligt vise spillerne iført en rød og hvid trøje delt op i fire firkanter, samt blå shorts. Mellem 1894 og 1896 var spillerne iført mere karakteristiske grønne og guld-trøjer. Disse blev dog erstattet i 1896 af hvide trøjer med tilhørende blå shorts. Efter navneskiftet i 1902 blev klubbens farver ændret til røde trøjer, hvide shorts og sorte strømper, hvilket siden har været Manchester Uniteds standard hjemmebanefarver. Meget få ændringer blev lavet på tøjet indtil 1922, hvor klubben tog en hvid trøje med et rødt V rundt om nakken, meget li den der blev brugt i FA Cup finalen i 1909. De forblev en del af klubbens hjemmebanedragt frem til 1927. I 1934 stillede klubben op i kirsebærfarvede og hvide horisontalt stribede trøjer. Den efterfølgende sæson vendte man dog tilbage til de røde trøjer efter klubbens dårligste ligaplacering nogensinde, en 20. plads i andendivision. Den nuværende hjemmedragt er en rød trøje med hvid krave. Dertil hører hvide shorts og sorte strømper.
Manchester Uniteds udebanedragt har oftest blot været en hvid trøje, sorte shorts og hvide strømper, men der har været flere undtagelser til dette. Disse inkluderer en marineblå trøje med horisontale sølvnålestriber der blev brugt i 1999-00-sæsonen og den nuværende udebanetrøje er en hvid trøje med røde og sorte flade på ærmerne, sorte shorts og hvide strømper. En hel grå trøje blev brugt i 1995-96-sæsonen, men den blev droppet efter to kampe, da spillerne sagde at de havde svært ved at se deres medspillere i forhold til tilskuerne. I 2001 fejrede man Manchester United-navnets 100-års jubilæum med udgivelsen af en vendbar hvid/guld-trøje, selvom den rigtige kamp-trøje ikke var vendbar.
Klubbens tredjetrøje har oftest været helt blå, hvilket senest skete i 2008-09-sæsonen for at fejre at det var 40 år siden klubben første gange brugte den, i forbindelse med den første Europa Cup-sejr i 1968. Undtagelser inkluderer en blå- og hvidstribet trøje brugt i 1994-95-sæsonen, en helt sort trøje brugt i treble-sæsonen og hvide trøjer med sorte og røde horisontale nålestriber brugt fra 2003 til 2005. Klubbens 2008-09-udebanedragt, hvid trøje med blå og rød udsmykning, med blå shorts og hvide strømper, blev brugt som klubbens tredjetrøje i 2009-10-sæsonen.

### Udvikling af trøjer
| \| \| \| \| \| \| \| \| \| \| \| \| |              |              |
| 1879–87                             |              |              |
| Team colours                        | Team colours | Team colours |
| Team colours                        |              |              |
| Team colours                        |              |              |

| Team colours | Team colours | Team colours |
| Team colours |              |              |
| Team colours |              |              |

| \| \| \| \| \| \| \| \| \| \| \| \| |              |              |
| 1887–93                             |              |              |
| Team colours                        | Team colours | Team colours |
| Team colours                        |              |              |
| Team colours                        |              |              |

| Team colours | Team colours | Team colours |
| Team colours |              |              |
| Team colours |              |              |

| \| \| \| \| \| \| \| \| \| \| \| \| |              |              |
| 1893–94                             |              |              |
| Team colours                        | Team colours | Team colours |
| Team colours                        |              |              |
| Team colours                        |              |              |

| Team colours | Team colours | Team colours |
| Team colours |              |              |
| Team colours |              |              |

| \| \| \| \| \| \| \| \| \| \| \| \| |              |              |
| 1894–96                             |              |              |
| Team colours                        | Team colours | Team colours |
| Team colours                        |              |              |
| Team colours                        |              |              |

| Team colours | Team colours | Team colours |
| Team colours |              |              |
| Team colours |              |              |

| \| \| \| \| \| \| \| \| \| \| \| \| |              |              |
| 1896–1902                           |              |              |
| Team colours                        | Team colours | Team colours |
| Team colours                        |              |              |
| Team colours                        |              |              |

| Team colours | Team colours | Team colours |
| Team colours |              |              |
| Team colours |              |              |

| \| \| \| \| \| \| \| \| \| \| \| \|             |              |              |
| 1902–20, 1921–22, 1927–34, 1934–60, 1971–nu[PL] |              |              |
| Team colours                                    | Team colours | Team colours |
| Team colours                                    |              |              |
| Team colours                                    |              |              |

| Team colours | Team colours | Team colours |
| Team colours |              |              |
| Team colours |              |              |

| \| \| \| \| \| \| \| \| \| \| \| \| |              |              |
| 1920–21, 1963–71                    |              |              |
| Team colours                        | Team colours | Team colours |
| Team colours                        |              |              |
| Team colours                        |              |              |

| Team colours | Team colours | Team colours |
| Team colours |              |              |
| Team colours |              |              |

| \| \| \| \| \| \| \| \| \| \| \| \| |              |              |
| 1922–27                             |              |              |
| Team colours                        | Team colours | Team colours |
| Team colours                        |              |              |
| Team colours                        |              |              |

| Team colours | Team colours | Team colours |
| Team colours |              |              |
| Team colours |              |              |

| \| \| \| \| \| \| \| \| \| \| \| \| |              |              |
| 1934                                |              |              |
| Team colours                        | Team colours | Team colours |
| Team colours                        |              |              |
| Team colours                        |              |              |

| Team colours | Team colours | Team colours |
| Team colours |              |              |
| Team colours |              |              |

| \| \| \| \| \| \| \| \| \| \| \| \| |              |              |
| 1960–63, 1997–nu[ET]                |              |              |
| Team colours                        | Team colours | Team colours |
| Team colours                        |              |              |
| Team colours                        |              |              |

| Team colours | Team colours | Team colours |
| Team colours |              |              |
| Team colours |              |              |

Noter
1. ^ Denne kombination anvendes i Premier League, nationale turneringer og venskabskampe.
2. ^ Denne kombination anvendes i europæiske og internationale turneringer.

## Stadion
Uddybende artikler: North Road, Bank Street og Old Trafford.
Newton Heath spillede oprindeligt på North Road, tæt på jernbanegården. Den oprindelige kapacitet her var på 12.000, men folk fra klubben afgjorde at stadionet ikke havde de nødvendige faciliteter for en klub der håbede på at blive en del af The Football League. Der fandt en lille udbyggelse sted i 1887 og i 1891 brugte Newton Heath de få penge de havde i reserve til at købe to store tilskuertribuner, der hver havde plads til 1.000 tilskuere. Selvom man ikke talte hvor mange tilskuere der kom til kampene i starten på North Road, er den dokumenterede rekord på omkring 15.000 tilskuere til en førstedivisionskamp mod Sunderland den 4. marts 1893. Et lignede fremmøde fandt sted til en venskabskamp mod Gorton Villa den 5. september 1889.
I juni 1893, efter klubben var blevet smidt ud af North Road af dets ejere, Manchester Deans and Canons, der følte at klubben burde tage entre til stadionet, sikrede sekretæren A. H. Albut brugen af Bank Street-grunden i Clayton. I starten var der ingen tribuner, men til starten af 1893-94-sæsonen var der blevet bygget to. Den ene var på langsiden og havde samme længde som banen. Den anden var bag det ene mål, den såkaldte "Bradford End". I den modsatte ende, "Clayton End", var jorden blevet "bygget op, så der var plads til tusinder". Newton Heaths første ligakamp på Bank Street blev spillet mod Burnley den 1. september 1893, hvor der kom 10.000 mennesker. De manglende tribuner blev færdiglavet til den efterfølgende kamp mod Nottingham Forest tre uger senere. I oktober 1895, inden Manchester City kom på besøg, købte klubben en tribune med plads til 2.000 fra Broughton Rangers rugby league club og satte en anden tribune op på "den reserverede side" (forskellig fra "den populære side"). Der kom dog ikke mere end 12.000 til kampen, på grund af vejret.
Da Bank Street blev midlertidigt lukket af fogeden i 1902, samlede klubbens kaptajn, Harry Stafford, nok penge sammen til at komme til næste udekamp mod Bristol City og fandt en midlertidig bane til reserveholdets kamp mod Padiham. Efter en finansiel investering, gav klubbens nye præsident, John Henry Davies, £500 til opførelsen af en ny tribune med plads til 1.000 på Bank Street. I løbet af fire år havde stadionet dække på alle fire sider, ligesom der var plads til omkring 50.000 tilskuere, hvoraf nogle af dem kunne se fra udkigsposten ovenpå hovedtribunen.
Men efter Manchester Uniteds første titel i 1908 og den efterfølgende FA Cup året efter, besluttedes det at Bank Street var for restriktivt for Davies ambitioner. I februar 1909, seks uger inden klubbens første FA Cup-titel, blev Old Trafford afsløret som klubbens nye hjemmebane, efter der var blevet købt land for omkring £60.000. Arkitekten Archibald Leitch fik et budget på £30.000 til bygningen. De originale planer gav et stadion med plads til 100.000 tilskuere, men på grund af budget-restriktioner, endte der med at være plads til 77.000. Bygningen blev opført af Messrs Brameld and Smith of Manchester. Stadionrekorden blev sat den 25. marts 1939, da en FA Cup-semifinale mellem Wolves og Grimsby Town trak 76.962 tilskuere.
Bombningen under anden verdenskrig ødelagde det meste af stadionet, kun den centrale tunnel på sydtribunen stod tilbage i det afsnit. Efter krigen modtog klubben en kompensation fra War Damage Commission på cirka £22.278. Mens rekonstruktionen stod på, spillede holdet sine hjemmekampe på Manchester Citys hjemmebane Maine Road. Manchester United skulle betale £5.000 om året i leje, plus en nominel procentdel af holdets entreindtægter. Senere forbedringer inkluderede tilføjelse af tag, først til Stretford-enden og senere til nord- og østtribunen. Taget blev holdt op af søjler, der blokerede udsynet for flere af tilskuerne og de blev derfor senere erstattet af en udliggende konstruktion. Stretford-enden var den sidste til at modtage denne konstruktion og det var først færdig til 1993-94-sæsonen. 25. marts 1957 blev fire 55 meter høje pyloner brugt første gang, efter de var blevet sat op. De havde hver 54 projektørlys og kostede omkring £40.000. De blev pillet ned igen i 1987 og erstattet af et lyssystem, der var en del af tagkonstruktionen på hver tribunen. Det er denne konstruktion der stadig bruges i dag.
Taylorrapportens krav til at stadions skulle være et all-seater, formindskede Old Traffords kapacitet til 44.000 i 1993. I 1995 blev Nordtribunen udbygget til at have tre niveauer, hvilket fik kapaciteten op på 55.000. Mod slutningen af 1998-99-sæsonen, blev både Østtribunen og Vesttribunen udvidet til at have to niveauer og dermed kom kapaciteten op på omkring 67.000 og mellem juli 2005 og maj 2006 blev der tilføjet et niveau til både nordøst- og nordvest-hjørnet, hvilket gav 8.000 sæder mere. Dele af den nye opsætning blev brugt første gang 26. marts 2006, hvilket gav en Premier League-rekord på 69.070 tilskuere. Rekorden blev skubbet kraftigt opad indtil det nåede maksimumniveau den 31. marts 2007, da 76.098 tilskuere så Manchester United slå Blackburn 4-1, med bare 114 sæder ubrugt (0,15 procent af den samlede kapacitet på 76.212). I 2009 bragte en reorganisation af sæderne tilskuerkapaciteten ned med 255, til 75.957.

## Fans
Manchester United er angiveligt den mest populære fodboldklub i verden, med det højeste gennemsnitlige tilskuertal til hjemmekampe i Europa. Klubbens verdensomspændende fan-base inkluderer 200 officielt anerkendte underafdelinger af Manchester United Supporters Club (MUSC) i mindst 24 lande. Klubben udnytter denne støtte ved at tage på sommer-turnéer rundt omkring i verden. Revisor- og sportskonsulent-firmaet Deloitte, estimere at Manchester United har 75 millioner fans på verdensplan, mens andre estimater siger at tallet er helt oppe omkring 333 millioner. United har en af de største supporteropbakninger blandt fodboldklubber i verden.
Tilhængerne bliver repræsenteret af to selvstændige instanser, Independent Manchester United Supporters Association (IMUSA), der opretholder en tæt kontakt til klubben gennem MUFC Fans Forum, og Manchester United Supporters' Trust (MUST). Efter Glazer-familien overtog kontrollen med klubben i 2005, oprettede en gruppe af fans en ny fodboldklub, F.C. United of Manchester. Vesttribunen på Old Trafford, "Stretford Enden", huser nogle af klubbens mest højlydte fans.

### Rivaler
It’s City isn’t it? They are a small club, with a small mentality. All they can talk about is Manchester United, that’s all they’ve done and they can’t get away from it.
Uddybende artikler: Manchester City-rivalisering, Liverpool-rivalisering og Leeds-rivalisering.
Manchester United har store rivalopgør med tre klubber, Liverpool, Manchester City og Leeds United. Den hidsigst spillede kamp er ofte mod Liverpool, hvilket Ryan Giggs beskriver som "måske nok det bedst kendte opgør i engelsk fodbold", da begge hold har domineret bestemte perioder af engelsk fodbold. Rivaliseringen betragtes som en manifestation af de to byers konkurrence under den industrielle revolution, da de kæmpede for herredømmet over det nordvestlige England. Manchester var kendt for sin tekstilindustri, mens Liverpool var regnet for at have verdens bedste havn. Opgørene har også haft sit del af hooliganismen. Under FA Cup-finalen 1996 spyttede en uidentificeret Liverpool-fan på Eric Cantona og slog ud efter Alex Ferguson, da det sejrende Manchester United-hold gik op ad trapperne på Wembley Stadium, for at modtage pokalen i den royale boks. I en FA Cup-kamp i 2006 blev en ambulance, der transporterede Alan Smith, der brækkede benet under kampen, angrebet af Liverpool-fans.
Uformelt kendt under navnet "Roses Rivalry", har rivaliseringen med Leeds United sin oprindelse i Rosekrigene der blev udkæmpet mellem House of Lancaster og House of York, hvor Manchester United repræsentere Lancashire og Leeds United Yorkshire. En uafhængig undersøgelse foretaget af Football Fans Census, viste at i engelsk fodbold er Leeds United og Manchester United begge i top tre over de klubber fans af andre klubber hader mest.

## Globalt brand
Manchester United er blevet beskrevet som et globalt brand – en 2009-rapport vurderede klubbens varemærker og tilhørende intellektuel ejendom til £329 millioner og gav brandet et styrke-vurdering på AAA (ekstremt stærkt). I 2010 rangerede Forbes Magazine Manchester United som det næstestørste sportsbrand i verden, kun overgået af New York Yankees og vurdere Manchester United-brandet til $285 millioner (16 procent af klubbens værdi på $1,835 milliarder). Klubben er i øjeblikket nummer tre i Deloittes Football Money League, efter Real Madrid og FC Barcelona.
Kernen i styrken på Manchester Uniteds globale brand, bliver ofte tillagt Matt Busbys genrejsning af holdet og efterfølgende succes efter München-ulykken, hvilket gav verdensomspændende anerkendelse. Det ikoniske hold havde blandt andre Bobby Charlton og Nobby Stiles (begge en del af det engelske hold der vandt VM 1966 på hjemmebane), Denis Law og George Best. Den offensive tilgang til spillet som holdet havde (i modsætning til den defensivt indstillede "catenaccio"-spillestil, der blev brugt af de førende italienske klubber på den tid) fangede fantasien hos det engelske fodboldpublikum. Busbys hold blev også knyttet til den liberalisering der foregik i den vestlige verden i 1960'erne. George Best, også kendt som den "femte Beatle på grund af hans ikoniske frisure, var den første fodboldspiller der formåede at skabe sig en succesfuld medie-profil uden for banen.
Som den første engelske fodboldklub til at komme på London Stock Exchange i 1991, fik klubben en signifikant kapitalindsprøjtning, men hvilken den videreudviklede sin kommercielle strategi. Klubbens fokus på både kommerciel og sportslig succes, gav signifikant profit i en branche hvor tab oftere er reglen end undtagelsen. Styrken på Manchester Uniteds brand blev forstærket af den intense medie-fokusering uden for banen på enkelte individuelle profiler, især David Beckham, der hurtigt udviklede sit eget globale brand. Denne bevågenhed skaber ofte mere interesse omkring det der sker inde på banen og heraf skabes sponsor-muligheder – værdien heraf drives af hvor meget klubben kommer på tv. I den tid Beckham var i klubben, var hans popularitet over hele Asien, en vigtig del af klubbens kommercielle succes i denne del af verden.
Fordi højere placeringer i ligaen giver en større del af tv-rettighederne, skaber sportslig succes en større indkomst for klubben. Siden begyndelsen på Premier League har Manchester United modtaget den største del af indtægterne fra BSkyBs transmissionsrettigheder. Manchester United har også kontinuerligt haft den største kommercielle indkomst af alle engelske klubber – i 2005-06 genererede klubbene £51 millioner, i forhold til Chelseas £42,5 millioner, Liverpools £39,9 millioner, Arsenals £34 millioner og Newcastles £27.9 millioner. En vigtig sponsorrelation er med sportstøjsproducenten Nike, der styrer klubbens merchandise-operationer som en del af en 13-årig aftale indgået i 2002. Gennem Manchester United Finance og klubbens medlemskabsskema, One Club, kan dem med en affinitet for klubben, købe forskellige varemærkede varer og servicer. Oven i det har Manchester United-brandets media-servicer, såsom klubbens egen tv-kanal MUFC, givet klubben mulighed for at ekspandere deres fanskare til flere end blot dem der er i nærheden af Old Trafford.

### Sponsoraftaler
| Periode   | Tøjleverandør      | Overordnet sponsor |
| --------- | ------------------ | ------------------ |
| 1945–1975 | Umbro              | ingen              |
| 1975–1980 | Admiral Sportswear | ingen              |
| 1980–1982 | Adidas             | ingen              |
| 1982–1992 | Adidas             | Sharp              |
| 1992–2000 | Umbro              | Sharp              |
| 2000–2002 | Umbro              | Vodafone           |
| 2002–2006 | Nike               | Vodafone           |
| 2006–2010 | Nike               | AIG                |
| 2010–2014 | Nike               | Aon                |
| 2014–2015 | Nike               | Chevrolet          |
| 2015–0000 | Adidas             | Chevrolet          |

I en aftale der umiddelbart skulle vare fem år og havde en værdi på £500.000, blev Sharp Electronics klubbens første trøjesponsor i begyndelsen af 1982-83-sæsonen – en aftale der varede frem til 1999-2000-sæsonen, da Vodafone overtog med en fireårig aftale til en værdi af £30 millioner. Vodafone gik med til en fireårig forlængelse til en værdi af £36 millioner, men stoppede aftalen efter to år i henhold til en klausul i kontrakten. Dette gjorde de for at fokusere mere på deres sponsorat i UEFA Champions League.
Til at begynde fra 2006-07-sæsonen, havde den amerikanske forsikringsgigant AIG, lavet en aftale med klubben om en fireårig aftale til en værdi af £56,6 millioner. I september 2006 var det den mest værdifulde aftale i verden. Fra 2010-11-sæsonen blev det amerikanske genforsikringsselskab Aon ny sponsor i klubben i fire år, i en aftale til en værdi af næsten £80 millioner, den mest værdifulde aftale der nogensinde er indgået i fodbold.
Klubbens første trøjefabrikant var Umbro, indtil en femårig aftale med Admiral Sportswear blev indgået i 1975. Adidas overtog kontrakten i 1980, inden Umbro kom tilbage i 1992. Umbros sponsorat varede i ti år, efterfulgt af Nikes rekordaftale på £302,9 millioner, der løber til 2015. 3,8 millioner replica-trøjer blev solgt i løbet af de første 22 måneder firmaet stod for trøjerne. Udover Nike og Aon, har klubben også flere mindre sponsorater, heriblandt med øl-firmaet Budweiser og bil-giganten Audi.
Den 30. juli 2012 underskrev United en 7-årig aftale med det amerikanske bilselskab General Motors. Dette medførte at Aon blev udskiftet som trøjesponsor fra 2014-15 sæsonen. Den nye trøjeaftale lød på $80 millioner om året og havde en samlet værdi på $559 millioner. Aftalen indebar at General Motors brand Chevrolet skulle pryde trøjerne. Nike annoncerede at de ikke ville forny deres aftale om levering af dragter til Manchester United efter 2014-15 sæsonen; årsagen var stigende omkostninger. Siden begyndelsen af 2015-16 sæsonen har Adidas produceret Manchester Uniteds dragter, som en del af en 10-årig rekord aftale der mindst er £750 millioner værd.

## Ejerskab og økonomi
Uddybende artikel: Malcolm Glazers overtag af Manchester United.
Oprindeligt blev klubben finansieret af Lancashire og Yorkshire Railway Company. Klubben blev i 1892 et aktieselskab, hvor de solgte aktier til lokale tilhængere for £1. I 1902 investerede fire, lokale businessmænd, inklusiv den kommende direktør, J.H. Davies, £500 for at redde klubben fra konkurs. Efter hans død i 1927 var klubben igen tæt på at gå konkurs, men blev denne gang reddet af James W. Gibson, der efter at have investeret i klubben, overtog den. Gibson forfremmede sin søn, Alan, som bestyrelsesmedlem i 1948, men døde tre år senere. Familien beholdte ejerskabet af klubben, men overdrog ledelsen til den tidligere spiller, Harold Hardman.
Louis Edwards, en ven af Matt Busby, blev bestyrelsesmedlem et par dage efter München-ulykken, og begyndte kort efter at erhverve aktier. Han investerede £40.000, og fik derved 54 % af aktierne. I januar 1964 overtog han kontrollen med klubben. Da Lillian Gibson døde i januar 1971 overdrog personen sine aktier til Alan Gibson, som derefter solgte en procentdel videre til Louis Edwards’ søn, Martin, i 1978. Martin Edwards blev direktør i 1980, efter hans far døde. Medier rapporterede, at Robert Maxwell forsøgte at købe klubben, men kunne ikke komme op på Martin Edwards’ krav. I 1989 forsøgte Martin Edwards at sælge klubben til Michael Knighton for £20.000.000, men salget mislykkedes, og i stedet frafaldt Michael Knighton sin bestyrelsespost.
Manchester United Football Club kom på aktiemarkedet i juni 1991. De modtog endnu et overtagelsestilbud i 1998 fra Rupert Murdochs British Sky Broadcasting Corporation. Dette resulterede i dannelsen af Shareholders United Against  - nu Manchester United Supporters' Trust - der opfordrede klubbens tilhængere til at købe aktier i klubben for at undgå en udefrakommende overtagelse. Ledelsen i Manchester United accepterede et bud på £623 millioner, men blev i sidste ende blokeret af Monopolies and Mergers Commission i april 1999. Et par år senere opstod der en strid imellem klubbens manager, Sir Alex Ferguson, og hans væddeløbspartnere, John Magnier og JP McManus, som begge var betydningsfulde aktionærer. De forsøgte af fjerne Sir Alex Ferguson fra posten som klubbens manager.
I maj 2005 købte Malcolm Glazer de 28,7 % aktier, som McManus og Magnier ejede. Klubben blev vurderet til at være £800 millioner (ca. $1.5 milliarder) værd. I juli 2006 annoncerede klubben en £660.000.000 refinansieringspakke, der skulle nedbringe den store gæld, hvilket resulterede i en reduktion på 30 % i de årlige rentebetalinger til £62.000.000 om året. I januar 2010, hvor de på daværende tidspunkt havde opbygget en gæld på £716.500.000 ($1.170 millioner) udstedte de en obligationsudstedelse til en værdi af £504.000.000.
I august 2011 menes det, at Glazer henvendte sig til Credit Suisse, med henblik på en børsintroduktion på Singapore Exchange, som skulle øge klubbens værdi til ca. £2 milliarder. Dog meddelte klubben at den i stedet søgte at blive børsintroduceret på New York Stock Exchange. Aktierne blev oprindeligt sat til salg for imellem $16 og $20 pr. stk., men prisen blev skåret ned til $14 efter negative kommentarer fra Wall Streets analytikere og grundet Facebooks skuffende debut.
United blev i forbindelse med New York-noteringen registreret som hjemmehørende på Cayman Islands. Det fremgår af firmadokumenter, at klubben nu ejes af familiefonde med "tilknytning" til Glazer-familien via selskaber hjemmehørende i Nevada. Dermed er Manchester United lige som mange andre engelske klubber reelt hjemmehørende i skattely. Manchester United værdisættes til 18,2 milliarder kr., hvilket gør klubben til den næstmest værdifulde fodboldklub i verden, kun overgået af Real Madrid C.F..

## Spillere

### Nuværende førsteholdstrup
Oversigten er opdateret til og med 5. april 2025.
| Nr. | Land            | Position | Spiller                   |
| --- | --------------- | -------- | ------------------------- |
| 1   | Tyrkiet         | MM       | Altay Bayındır            |
| 2   | Sverige         | FO       | Victor Lindelöf           |
| 3   | Marokko         | FO       | Noussair Mazraoui         |
| 4   | Holland         | FO       | Matthijs de Ligt          |
| 5   | England         | FO       | Harry Maguire             |
| 6   | Argentina       | FO       | Lisandro Martínez         |
| 7   | England         | MI       | Mason Mount               |
| 8   | Portugal        | MI       | Bruno Fernandes (Anfører) |
| 9   | Danmark         | AN       | Rasmus Højlund            |
| 11  | Holland         | AN       | Joshua Zirkzee            |
| 13  | Danmark         | FO       | Patrick Dorgu             |
| 14  | Danmark         | MI       | Christian Eriksen         |
| 15  | Frankrig        | FO       | Leny Yoro                 |
| 16  | Elfenbenskysten | MI       | Amad Diallo               |
| 17  | Argentina       | AN       | Alejandro Garnacho        |
| 18  | Brasilien       | MI       | Casemiro                  |

| Nr. | Land       | Position | Spiller       |
| --- | ---------- | -------- | ------------- |
| 20  | Portugal   | FO       | Diogo Dalot   |
| 22  | England    | MM       | Tom Heaton    |
| 23  | England    | FO       | Luke Shaw     |
| 24  | Cameroun   | MM       | André Onana   |
| 25  | Uruguay    | MI       | Manuel Ugarte |
| 26  | England    | FO       | Ayden Heaven  |
| 35  | Nordirland | FO       | Jonny Evans   |
| 37  | England    | MI       | Kobbie Mainoo |
| 41  | England    | FO       | Harry Amass   |
| 43  | England    | MI       | Toby Collyer  |

#### Udlejede spillere
| Nr. | Land    | Position | Spiller                                            |
| --- | ------- | -------- | -------------------------------------------------- |
| 25  | England | AN       | Jadon Sancho (Udlånt til Borussia Dortmund)        |
| 33  | England | FO       | Brandon Williams (Udlånt til Ipswich Town)         |
| 34  | Holland | MI       | Donny van de Beek (Udlånt til Eintracht Frankfurt) |

| Nr. | Land    | Position | Spiller                               |
| --- | ------- | -------- | ------------------------------------- |
| 42  | Spanien | FO       | Álvaro Fernández (Udlånt til Granada) |
| –   | England | AN       | Mason Greenwood (Udlånt til Getafe)   |

#### Reserver og akademi
For at se reserve- og akademitrupperne, se Manchester United F.C.-reserver og akademi.

### Tidligere spillere
For detaljer om tidligere spillere, se Manchester United F.C.-spillere og Kategori:Fodboldspillere fra Manchester United F.C.. 
For historikken om klubkaptajner, se Manchester United F.C. spillere (+100 kampe)

#### Transferhistorie
| 0Sæson 2018/19 | 0Sæson 2018/19                                                                                               |
| --- | --- |
| 1. Andreas Pereira – Tilbage fra lån i Valencia 2. Cameron Borthwick-Jackson – Tilbage fra lån i Leeds United 3. Timothy Fosu-Mensah – Tilbage fra lån i Crystal Palace 4. Diogo Dalot – Skiftet fra Porto 5. Fred – Skiftet fra Shakhtar Donetsk 6. Lee Grant – Skiftet fra Stoke City | 1. Michael Carrick – Karrierestop 2. Sam Johnstone – Skiftet til West Brom 3. Daley Blind – Skiftet til Ajax |

| 0Sæson 2017/18 | 0Sæson 2017/18 |
| --- | --- |
| 1. Guillermo Varela – Tilbage fra lån i Eintracht Frankfurt 2. Adnan Januzaj – Tilbage fra lån i Sunderland 3. Sam Johnstone – Tilbage fra lån i Aston Villa 4. Andreas Pereira – Tilbage fra lån i Granada 5. Cameron Borthwick-Jackson – Tilbage fra lån i Wolverhampton Wanderers 6. Victor Lindelöf – Skiftet fra Benfica 7. Romelu Lukaku – Skiftet fra Everton 8. Nemanja Matić – Skiftet fra Chelsea 9. Zlatan Ibrahimović – Fri transfer 10. Cameron Borthwick-Jackson – Tilbage fra lån i Leeds United 11. Alexis Sanchez – Skiftet fra Arsenal | 1. Zlatan Ibrahimović – Kontraktudløb 2. Josh Harrop – Fri transfer 3. Wayne Rooney – Skiftet til Everton 4. Adnan Januzaj – Skiftet til Real Sociedad 5. Sam Johnstone – På lån til Aston Villa 6. Cameron Borthwick-Jackson – På lån til Leeds United 7. Timothy Fosu-Mensah – På lån til Crystal Palace 8. Guillermo Varela – Skiftet til CA Peñarol 9. Andreas Pereira – På lån til Valencia 10. Henrikh Mkhitaryan – Skiftet til Arsenal 11. Axel Tuanzebe – På lån til Aston Villa 12. Zlatan Ibrahimović – Skiftet til Los Angeles Galaxy |

| 0Sæson 2016/17 | 0Sæson 2016/17 |
| --- | --- |
| 1. James Wilson – Tilbage fra lån i Brighton & Hove Albion 2. Tyler Blackett – Tilbage fra lån i Celtic 3. Eric Bailly – Skiftet fra Villarreal 4. Zlatan Ibrahimović – Fri transfer 5. Henrikh Mkhitaryan – Skiftet fra Dortmund 6. Paul Pogba – Skiftet fra Juventus 7. James Wilson – Tilbage fra lån i Derby County | 1. Víctor Valdés – Kontraktudløb 2. Nick Powell – Kontraktudløb 3. Guillermo Varela – På lån til Eintracht Frankfurt 4. Paddy McNair – Skiftet til Sunderland 5. Donald Love – Skiftet til Sunderland 6. Adnan Januzaj – På lån til Sunderland 7. James Wilson – På lån til Derby County 8. Cameron Borthwick-Jackson – På lån til Wolverhampton Wanderers 9. Tyler Blackett – Skiftet til Reading 10. Andreas Pereira – På lån til Granada 11. Will Keane – Skiftet til Hull City 12. Sam Johnstone – På lån til Aston Villa 13. Morgan Schneiderlin – Skiftet til Everton 14. Memphis Depay – Skiftet til Lyon 15. Bastian Schweinsteiger – Skiftet til Chicago Fire |

| 0Sæson 2015/16 | 0Sæson 2015/16 |
| --- | --- |
| 1. Javier Hernández – Tilbage fra lån i Real Madrid 2. Jesse Lingard – Tilbage fra lån i Derby County 3. Saidy Janko – Tilbage fra lån i Bolton Wanderers 4. Reece James – Tilbage fra lån i Huddersfield Town 5. Will Keane – Tilbage fra lån i Sheffield Wednesday 6. Sam Johnstone – Tilbage fra lån i Preston North End 7. Nani – Tilbage fra lån i Sporting CP 8. Ángelo Henríquez – Tilbage fra lån i Dinamo Zagreb 9. Guillermo Varela – Tilbage fra lån i Real Madrid Castilla 10. Memphis Depay – Skiftet fra PSV Eindhoven 11. Matteo Darmian – Skiftet fra Torino 12. Bastian Schweinsteiger – Skiftet fra Bayern München 13. Morgan Schneiderlin – Skiftet fra Southampton 14. Sergio Romero – Fri transfer 15. Anthony Martial – Skiftet fra Monaco 16. Will Keane – Tilbage fra lån i Preston North End 17. Adnan Januzaj – Tilbage fra lån i Dortmund 18. Víctor Valdés – Tilbage fra lån i Standard Liége | 1. Radamel Falcao – Tilbage i Monaco 2. Tom Cleverley – Fri transfer 3. Tom Thorpe – Kontraktudløb 4. Ben Amos – Kontraktudløb 5. Saidy Janko – Skiftet til Celtic 6. Ángelo Henríquez – Skiftet til Dinamo Zagreb 7. Nani – Skiftet til Fenerbahçe 8. Will Keane – På lån til Preston North End 9. Robin van Persie – Skiftet til Fenerbahçe 10. Reece James – Fri transfer 11. Rafael – Skiftet til Lyon 12. Ángel Di María – Skiftet til Paris Saint-Germain 13. Tyler Blackett – På lån til Celtic 14. Jonny Evans – Skiftet til West Brom 15. Adnan Januzaj – På lån til Dortmund 16. Javier Hernández – Skiftet til Bayer Leverkusen 17. Anders Lindegaard – Skiftet til West Brom 18. James Wilson – På lån til Brighton & Hove Albion 19. Víctor Valdés – På lån til Standard Liége 20. Nick Powell – På lån til Hull City |

| 0Sæson 2014/15 | 0Sæson 2014/15 |
| --- | --- |
| 1. Jesse Lingard – Tilbage fra lån i Brighton & Hove Albion 2. Ángelo Henríquez – Tilbage fra lån i Real Zaragoza 3. Nick Powell – Tilbage fra lån i Wigan Athletic 4. Sam Johnstone – Tilbage fra lån i Doncaster Rovers 5. Bébé – Tilbage fra lån i Paços de Ferreira 6. Anderson – Tilbage fra lån i Fiorentina 7. Wilfried Zaha – Tilbage fra lån i Cardiff City 8. Ander Herrera – Skiftet fra Athletic Bilbao 9. Luke Shaw – Skiftet fra Southampton 10. Marcos Rojo – Skiftet fra Sporting CP 11. Ángel Di María – Skiftet fra Real Madrid 12. Daley Blind – Skiftet fra Ajax 13. Radamel Falcao – På lån fra Monaco 14. Nick Powell – Tilbage fra lån i Leicester City 15. Víctor Valdés – Fri transfer | 1. Federico Macheda – Kontraktudløb 2. Rio Ferdinand – Kontraktudløb 3. Nemanja Vidić – Fri transfer 4. Ryan Giggs – Karrierestop 5. Alexander Büttner – Skiftet til Dynamo Moskva 6. Patrice Evra – Skiftet til Juventus 7. Bébé – Skiftet til Benfica 8. Ángelo Henríquez – På lån til Dinamo Zagreb 9. Nani – På lån til Sporting CP 10. Shinji Kagawa – Skiftet til Dortmund 11. Javier Hernández – På lån til Real Madrid 12. Tom Lawrence – Skiftet til Leicester City 13. Danny Welbeck – Skiftet til Arsenal 14. Nick Powell – På lån til Leicester City 15. Tom Cleverley – På lån til Aston Villa 16. Guillermo Varela – På lån til Real Madrid Castilla 17. Michael Keane – Skiftet til Burnley 18. Sam Johnstone – På lån til Preston North End 19. Will Keane – På lån til Sheffield Wednesday 20. Marnick Vermijl – Skiftet til Sheffield Wednesday 21. Wilfried Zaha – Skiftet til Crystal Palace 22. Jesse Lingard – På lån til Derby County 23. Saidy Janko – På lån til Bolton Wanderers 24. Darren Fletcher – Skiftet til West Brom 25. Anderson – Skiftet til Internacional 26. Reece James – På lån til Huddersfield Town |

| 0Sæson 2013/14 | 0Sæson 2013/14 |
| --- | --- |
| 1. Bébé – Tilbage fra lån i Rio Ave 2. Wilfried Zaha – Tilbage fra lån i Crystal Palace 3. Guillermo Varela – Skiftet fra CA Peñarol 4. Marouane Fellaini – Skiftet fra Everton 5. Federico Macheda – Tilbage fra lån i VfB Stuttgart 6. Juan Mata – Skiftet fra Chelsea | 1. Federico Macheda – På lån til Doncaster Rovers 2. Jesse Lingard – På lån til Birmingham City 3. Ángelo Henríquez – På lån til Real Zaragoza 4. Paul Scholes – Karrierestop 5. Nick Powell – På lån til Wigan Athletic 6. Sam Johnstone – På lån til Yeovil Town 7. Bébé – På lån til Paços de Ferreira 8. Scott Wootton – Skiftet til Leeds United 9. John Cofie – Kontraktudløb 10. Ryan Tunnicliffe – På lån til Ipswich Town 11. Luke Giverin – Kontraktudløb 12. Michele Fornasier – Kontraktudløb 13. Luke Hendrie – Kontraktudløb 14. Luke McCullough – Skiftet til Doncaster Rovers 15. Freddie Veseli – Skiftet til Ipswich Town 16. Fábio – Skiftet til Cardiff City 17. Wilfried Zaha – På lån til Cardiff City 18. Anderson – På lån til Fiorentina |

| 0Sæson 2012/13 | 0Sæson 2012/13 |
| --- | --- |
| 1. Nick Powell – Skiftet fra Crewe Alexandra 2. Shinji Kagawa – Skiftet fra Dortmund 3. Ángelo Henríquez – Skiftet fra CF Universidad de Chile 4. Robin van Persie – Skiftet fra Arsenal 5. Sean Goss – Skiftet fra Exeter City 6. Alexander Büttner – Skiftet fra Vitesse 7. Wilfried Zaha – Skiftet fra Crystal Palace | 1. Matthew James – Skiftet til Leicester City 2. Joe Dudgeon – Skiftet til Hull City 3. Oliver Norwood – Skiftet til Huddersfield Town 4. Tomasz Kuszczak – Fri transfer 5. Park Ji-Sung – Skiftet til Queens Park Rangers 6. Paul Pogba – Fri transfer 7. Dimitar Berbatov – Skiftet til Fulham 8. Michael Owen – Kontraktudløb 9. Joshua King – Skiftet til Blackburn Rovers 10. Robbie Brady – Skiftet til Hull City 11. Ezekiel Fryers – Skiftet til Standard Liège 12. Wilfried Zaha – På lån til Crystal Palace |

| 0Sæson 2011/12 | 0Sæson 2011/12 |
| --- | --- |
| 1. Phil Jones – Skiftet fra Blackburn Rovers 2. David de Gea – Skiftet fra Atletico Madrid 3. Ashley Young – Skiftet fra Aston Villa 4. Paul Scholes – Fri transfer | 1. Edwin van der Sar – Karrierestop 2. Matthew James – Skiftet til Leicester City 3. Joe Dudgeon – Skiftet til Hull City 4. John O'Shea – Skiftet til Sunderland 5. Wes Brown – Skiftet til Sunderland 6. Nicholas Ajose – Skiftet til Peterborough United 7. Gabriel Obertan – Skiftet til Newcastle United 8. Darron Gibson – Skiftet til Everton 9. Daniel Drinkwater – Skiftet til Leicester City 10. Ravel Morrison – Skiftet til West Ham United 11. Mame Biram Diouf – Skiftet til Hannover 96 |

| 0Sæson 2010/11 | 0Sæson 2010/11 |
| --- | --- |
| 1. Chris Smalling – Skiftet fra Fulham F.C. 2. Javier Hernández – Skiftet fra Guadalajara 3. Marnick Vermijl – Skiftet fra Standard Liège 4. Bébé – Skiftet fra Vitória de Guimarães 5. Anders Lindegaard – Skiftet fra Aalesund FK | 1. Ben Foster – Skiftet til Birmingham City 2. Zoran Tošić – Skiftet til CSKA Moskva 3. Tom Heaton – Fri transfer 4. Ron-Robert Zieler – Fri transfer 5. David Gray – Fri transfer 6. Craig Cathcart – Skiftet til Blackpool 7. James Chester – Skiftet til Hull City 8. Cameron Stewart – Kontrakt ophævet 9. Magnus Eikrem – Kontrakt ophævet |

| 0Sæson 2009/10 | 0Sæson 2009/10 |
| --- | --- |
| 1. Antonio Valencia – Skiftet fra Wigan Athletic 2. Michael Owen – Fri transfer 3. Gabriel Obertan – Skiftet fra Bordeaux 4. Mame Biram Diouf – Skiftet fra Molde 5. Paul Pogba – Skiftet fra Le Havre AC | 1. Cristiano Ronaldo – Skiftet til Real Madrid 2. Lee Martin – Skiftet til Ipswich Town 3. Fraizer Campbell – Skiftet til Sunderland 4. Richard Eckersley – Skiftet til Burnley F.C. 5. Manucho – Skiftet til Real Valladolid 6. Carlos Tevez – Fri transfer 7. Danny Simpson – Skiftet til Newcastle United |

| 0Sæson 2008/09 | 0Sæson 2008/09 |
| --- | --- |
| 1. Dimitar Berbatov – Skiftet fra Tottenham Hotspur 2. Zoran Tosic – Skiftet fra FK Partizan 3. Adem Ljajic – Fri transfer 4. Ritchie De Laet – Ukendt | 1. Ritchie Jones – Fri transfer 2. Chris Eagles – Skiftet til Burnley F.C. 3. Michael Lea – Fri transfer 4. Louis Saha – Skiftet til Everton F.C. |

### Danske spillere
Kilde: 
- Jesper Olsen (1984-1988): Venstre fløj. Scorede 21 mål i 139 kampe
- John Sivebæk (1986-1987): Back. Skiftede fra Vejle Boldklub. Fik 31 kampe for Manchester United, hvor han scorede 1 mål.
- Peter Schmeichel (1991-1999): Medlem af Englands Hall of Fame.[157][158] Spillede 292 kampe.
- Mads Timm (2000-2004): Angriber. Fik sin debut mod Maccabi Haifa i Champions League, men fik dog aldrig en kamp i Premier League.
- Anders Lindegaard (2011–2015): Målmand. Skiftede fra Aalesunds FK.

#### Flest optrædener
| #  | Navn           | Karriere    | Optrædener | Mål |
| -- | -------------- | ----------- | ---------- | --- |
| 1  | Ryan Giggs     | 1991 – 2014 | 963        | 168 |
| 2  | Bobby Charlton | 1956 – 1973 | 758        | 249 |
| 3  | Paul Scholes   | 1994 – 2013 | 718        | 155 |
| 4  | Bill Foulkes   | 1952 – 1970 | 688        | 9   |
| 5  | Gary Neville   | 1992 – 2011 | 602        | 36  |
| 6  | Wayne Rooney   | 2004 – 2017 | 559        | 253 |
| 7  | Alex Stepney   | 1966 – 1978 | 539        | 2   |
| 8  | Tony Dunne     | 1960 – 1973 | 535        | 2   |
| 9  | Denis Irwin    | 1990 – 2002 | 529        | 33  |
| 10 | Joe Spence     | 1919 – 1933 | 510        | 168 |

#### Flest mål
| #  | Navn           | Karriere                | Optrædener | Mål | Mål per kamp |
| -- | -------------- | ----------------------- | ---------- | --- | ------------ |
| 1  | Wayne Rooney   | 2004 – 2017             | 559        | 253 | 0.453        |
| 2  | Bobby Charlton | 1956 – 1973             | 758        | 249 | 0.328        |
| 3  | Denis Law      | 1962 – 1973             | 404        | 237 | 0.587        |
| 4  | Jack Rowley    | 1937 – 1955             | 424        | 211 | 0.498        |
| 5  | Dennis Viollet | 1953 – 1962             | 293        | 179 | 0.611        |
| 5  | George Best    | 1963 – 1974             | 470        | 179 | 0.381        |
| 7  | Joe Spence     | 1919 – 1933             | 510        | 168 | 0.329        |
| 7  | Ryan Giggs     | 1991 – 2014             | 963        | 168 | 0.174        |
| 9  | Mark Hughes    | 1983 – 1986 1988 – 1995 | 467        | 163 | 0.349        |
| 10 | Paul Scholes   | 1994 – 2011 2012 – 2013 | 718        | 155 | 0.216        |

#### Ballon d'Or
Følgende spillere har vundet Ballon d'Or, mens de har spillet for Manchester United:
- Denis Law – 1964[160][161]
- Bobby Charlton – 1966[160][161]
- George Best – 1968[161][160]
- Cristiano Ronaldo – 2008[162][163][161][160]

#### Den Europæiske Gyldne Støvle
Følgende spillere har vundet Den Europæiske Gyldne Støvle, mens de har spillet for Manchester United:
- Cristiano Ronaldo (31 mål) – 2008[164][165][166]

#### UEFA Årets Klubfodboldspiller
Følgende spillere har vundet UEFA Årets Klubfodboldspiller, mens de har spillet for Manchester United:
- David Beckham – 1999
- Cristiano Ronaldo – 2008

## Klubbens personale
- Ejer: Glazer-familien via Red Football Shareholder Limited[167]
- Æres-præsident: Martin Edwards[168]

### Manchester United Limited
- Bestyrelsesformænd: Joel Glazer og Avram Glazer[169]
- Administrerende direktør: Ed Woodward
- COO: Michael Bolingbroke[169]
- Kommerciel direktør: Richard Arnold[170]
- Udviklingsdirektør: Jamieson Reigle
- Bestyrelsesmedlemmer: Bryan Glazer, Kevin Glazer, Edward Glazer, Darcie Glazer Kassewitz, Robert Leitão, John Hooks og Manu Sawhney.[169]

### Manchester United Football Club
- Direktører: David Gill, Michael Edelson, Sir Bobby Charlton, Sir Alex Ferguson[171]
- Klubsekretær: John Alexandre[172]
- Global ambassadører: Andrew Cole, Gary Neville, Bryan Robson[173], Peter Schmeichel

### Træner- og medicinpersonale
- Manager: Erik ten Hag
- Assistentmanager: Mike Phelan
- Assistentmanager: Steve McClaren
- Assistentmanager: Mitchell van der Gaag
- Målmandstræner: Richard Hartis
- Assisterende målmandstræner: Craig Mawson
- Fitnesstræner: Mike Clegg
- Taktisk analytiker: Paul Brand
- Førsteholdsspejder: Ricardo Formosinho
- Leder af atletisk udvikling: Tony Strudwick[174]
- Styrke & konditionstræner: Gary Walker
- Leder af Human Performance-afdelingen: Dr. Richard Hawkins[175]
- Manager for reserveholdet: Warren Joyce[176]
- Chefspejder: Jim Lawlor[177]
- Direktør for ungdomsakademiet: Brian McClair[178]
- Direktør for ungdomsfodbold: Jimmy Ryan[179]

### Medicinske personale
- Klublæge: Dr. Steve McNally[180]
- Assisterende klublæge: Dr. Tony Gill[181]
- Fysioterapeut, førsteholdet: Rob Swire[182]
- Fysioterapeut, reserveholdet: Neil Hough
- Senior-akademiets fysioterapeut: Mandy Johnson
- Akademiets fysioterapeuter: John Davin & Richard Merron
- Massører: Gary Armer, Rod Thornley & Andy Caveney
- Klubbens diætist: Trevor Lea

### Managerhistorie
| År        | Navn                | Bemærkninger                                                                                |
| --------- | ------------------- | ------------------------------------------------------------------------------------------- |
| 1878–1892 | Ukendt              |                                                                                             |
| 1892–1900 | A. H. Albut         |                                                                                             |
| 1900–1903 | James West          |                                                                                             |
| 1903–1912 | J. Ernest Mangnall  |                                                                                             |
| 1912–1914 | John Bentley        |                                                                                             |
| 1914–1921 | Jack Robson         |                                                                                             |
| 1921–1926 | John Chapman        |                                                                                             |
| 1926–1927 | Lal Hilditch        |                                                                                             |
| 1927–1931 | Herbert Bamlett     |                                                                                             |
| 1931–1932 | Walter Crickmer     |                                                                                             |
| 1932–1937 | Scott Duncan        | Første manager uden for England                                                             |
| 1937–1945 | Walter Crickmer     |                                                                                             |
| 1945–1969 | Matt Busby          | Første manager efter 2. verdenskrig og den næstlængste siddende manager i klubbens historie |
| 1969–1970 | Wilf McGuinness     |                                                                                             |
| 1970–1971 | Matt Busby          |                                                                                             |
| 1971–1972 | Frank O'Farrell     | Første manager uden for Storbritannien                                                      |
| 1972–1977 | Tommy Docherty      |                                                                                             |
| 1977–1981 | Dave Sexton         |                                                                                             |
| 1981–1986 | Ron Atkinson        |                                                                                             |
| 1986–2013 | Alex Ferguson       | Den mest succesfulde manager målt i trofæer og længst siddende manager i klubbens historie  |
| 2013–2014 | David Moyes         |                                                                                             |
| 2014      | Ryan Giggs          | Midlertidig spillende manager                                                               |
| 2014–2016 | Louis van Gaal      |                                                                                             |
| 2016–2018 | José Mourinho       |                                                                                             |
| 2018-2021 | Ole Gunnar Solskjær |                                                                                             |
| 2021      | Michael Carrick     | Managervikar                                                                                |
| 2021-2022 | Ralf Rangnick       | Midlertidig manager                                                                         |
| 2022-2024 | Erik ten Hag        |                                                                                             |
| 2024-     | 🇵🇹 Ruben Amorim     | Nuværende manager                                                                           |

## Hæder
Manchester Uniteds første trofæ var i Manchester Cup, vundet som Newton Heath LYR i 1886. I 1908 vandt klubben sin første ligatitel og vandt FA Cup det efterfølgende år. Manchester United vandt flest trofæer i 1990'erne; fem ligatitler, fire FA Cup, en League Cup, fem FA Community Shield (en delt), en UEFA Champions League, en UEFA Pokalvindernes Turnering, en UEFA Super Cup og en Intercontinental Cup.
Klubben har rekorden for flest titler i den bedste, engelske række (20), flest FA Cup-titler (11), og flest deltagelser i FA Cup-finaler (18). Manchester United har rekorden for flest titler i Premier League (13), og den første, engelske klub til at vinde Mesterholdenes Europa Cup. Den seneste titel kom i hus i april 2013 med Premier League 2012-13-titlen.
Den eneste, store turnering, som Manchester United ikke har vundet, er UEFA Europa League, selvom de har kommet i kvartfinalerne i 1984-95, og i en tidligere form, Inter-Cities Fairs Cup, kommet til semifinalerne i 1964-65.

### Indland

#### Liga
- Førstedivision (indtil 1992)[note 3] og Premier League: 20
  - 1907–08, 1910–11, 1951–52, 1955–56, 1956–57, 1964–65, 1966–67, 1992–93, 1993–94, 1995–96, 1996–97, 1998–99, 1999–2000, 2000–01, 2002–03, 2006–07, 2007–08, 2008–09, 2010-11, 2012-13
- Andendivision: 2[note 4]
  - 1935–36, 1974–75

#### Cups
- FA Cup: 12
  - 1908-09, 1947-48, 1962-63, 1976-77, 1983, 1984-85, 1989-90, 1993-94, 1995-96, 1998-99, 2003-04, 2015-16
- League Cup: 3
  - 1991-92, 2005-06, 2008-09
- FA Charity/Community Shield: 21 (17 vundet, 4 delt)
  - 1908, 1911, 1952, 1956, 1957, 1965,[note 5] 1967, 1977, 1983, 1990, 1993, 1994, 1996, 1997, 2003, 2007, 2008, 2010, 2011, 2013, 2016

### Europæisk
- Europa Cup/UEFA Champions League: 3[note 6][208]
  - 1967-68, 1998-99, 2007-08
- UEFA Europa League: 1
  - 2016-17
- UEFA Cup Winners' Cup: 1
  - 1990-91
- UEFA Super Cup: 1
  - 1990-91

### Internationalt
- Intercontinental Cup: 2
  - 1999, 2008

### Doubles og Trebles
- The Double (Liga og FA Cup): 3[note 7]
  - 1994, 1996, 1999 (som en del af The Treble)
- The European Double (Liga og Europa Cup): 2
  - 1999 (som en del af The Treble), 2008
- The Treble (Liga, FA Cup og Europa Cup): 1
  - 1999

### Officiel
- Officiel hjemmeside (engelsk) (arabisk) (fransk) (japansk) (koreansk) (spansk) (kinesisk)
- Debatside (engelsk)
- Officiel statistikhjemmeside (engelsk)

### Uafhængige mediesider
- Manchester United F.C. på BCC Sport: Klubnyheder – Seneste resultater Arkiveret 4. oktober 2008 hos  Wayback Machine – Kommende kampe Arkiveret 4. oktober 2008 hos  Wayback Machine – Klubstatistikker (engelsk)
- Football365's Manchester United-dækning Arkiveret 21. juli 2006 hos  Wayback Machine hos Football365 (engelsk)
- Manchester United i Premier League hos PremierLeague (engelsk)

### Fansider
- Uafhængigt dansk Manchester United website (dansk)
- Officiel supportergruppe for Manchester United (engelsk)
- Uafhængig Manchester United forening (engelsk)
- Red Issue – United-magasinet (engelsk)
- RedCafe – Det førende Manchester United-forum Arkiveret 6. november 2008 hos  Wayback Machine (engelsk)